# Bolschoi-Ballett (Film)
Bolschoi-Ballett (Originaltitel: The Bolshoi Ballet) ist ein britischer Dokumentarfilm aus dem Jahr 1957 von Paul Czinner. Seine Weltpremiere hatte das Werk im Oktober 1957 in Großbritannien. In Deutschland konnte man den Film erstmals 1958 im Kino sehen.

## Inhalt
Der Dokumentarfilm zeigt Ausschnitte aus dem Londoner Gastspiel des berühmten russischen Balletts im Jahr 1956. Zu sehen sind Ausschnitte aus folgenden Werken: 
Giselle
 
nach der Choreografie von G. Corrali, G. Perrot und Marius Petipa und der Musik von Adolphe Adam mit Galina Ulanowa, Nikolai Fadeyechew, Taisia Monakhowa und Alexander Radunsky in den Hauptrollen.
Frühlingsfluten

nach der Choreografie von Asaf Messerer und der Musik von Sergei Rachmaninoff mit L. Bogomolowa und S. Vlaskowa.
Walpurgisnacht

nach der Choreografie von Leonid Lavrowsky mit Musik aus der Oper Faust von Charles Gounod mit R. Struchkowa, A. Lapauri, G. Farmanyants und A. Trushkin in den Hauptrollen.
Tanz der Tataren

aus dem Ballett Die Quelle von Bakhchhisarai nach der Choreografie von R. Zakharow mit der Musik von B. Asafiew mit M. Borisow, A. Kramarewsky und S. Yagudin in den Hauptrollen.
Spanischer Tanz

aus dem Ballett Schwanensee nach der Choreographie von Alexander Gorsky mit der Musik von Peter Tschaikowski mit S. Zvyagina, A. Nersesowa, Y. Sekh und G. Sitnikow.
Polonaise und Krakowiak

nach der Choreographie von Rostislaw Zacharow mit Musik aus der Oper Ivan Susanin von Michail Glinka mit S. Sangowich, S. Zvyagina, M. Kolpakchi, V. Petrowa, A. Radunsky und V. Levashew in den Hauptrollen.
Es spielen das Orchester der Königlichen Oper Covent Garden und das Sinfonieorchester Bournemouth unter der Leitung von Yuri Faier und Gennadi Nikolajewitsch Roschdestwenski.

## Kritik
Das Lexikon des internationalen Films bemerkt lediglich, dass Regisseur Czinner das Londoner Gastspiel des Bolschoi-Balletts dokumentarisch „konserviert“ hat und versieht diese Ausführungen mit einem Sternchen, was „sehenswert“ bedeutet. Die staatliche Filmbewertungsstelle Wiesbaden erteilte dem Werk das Prädikat „Wertvoll“.

## Auszeichnung
Juri Fjodorowitsch Fajer und Gennadi Nikolajewitsch Roschdestwenski waren 1959 in der Kategorie Beste Filmmusik für den Oscar nominiert.

## Quelle
- Programm zum Film: Das Neue Film-Programm, erschienen im gleichnamigen Verlag, Mannheim, ohne Nummernangabe.